# Little Big Adventure 2
Little Big Adventure 2 (poza Europą wydana jako Twinsen's Odyssey) – przygodowa gra akcji będąca kontynuacją Little Big Adventure. Kontynuacja została stworzona przez Adeline Software International. Gra została wydana w USA przez Activision 4 października 1997 i równolegle w Europie przez Electronic Arts. Akcja gry rozgrywa się na planecie Twinsun, na jej księżycu oraz na planecie Zeelich. Tytułowy bohater – Twinsen – stara się uratować planetę Twinsun przed inwazją obcych z planety Zeelich.
W roku 2021 nowe studio założone przez Raynala i Chanfraya, 2.21, zapowiedziało prace nad zremasterowaną wersją Little Big Adventure 2 (przemianowaną na Twinsen’s Little Big Adventure 2). Rok później dotychczasowa wersja, dystrybuowana jako Twinsen’s Little Big Adventure 2 Classic, otrzymała na platformie dystrybucyjnej Steam funkcje takie jak zapisy gry w chmurze, wybór języka z poziomu menu oraz tryb New Game+. Ten ostatni pozwalał rozpocząć grę od nowa z przedmiotami zdobytymi pod koniec rozgrywki.